# 大石武一
大石 武一（おおいし ぶいち、1909年6月19日 - 2003年10月19日）は、日本の医師、政治家。位階は正三位。医学博士。
衆議院議員（10期）、参議院議員（1期）。環境庁長官（第2代）、農林大臣（第47代）。

## 生い立ち
仙台市元常磐町1番地（現在の仙台市民会館付近）に 、後に衆議院議員を務めた大石倫治の長男として生まれた。宮城県男子師範附属小学校から、宮城県立仙台第二中学校（現在の宮城県仙台第二高等学校）、旧制第二高等学校理科乙類に進学し、中学校ではテニス、高等学校では野球に熱中した。高校時代には結核性の肋膜炎に罹患して留年、翌年には腹膜炎を患った。1935年（昭和10年）に東北帝国大学医学部を卒業、1940年（昭和15年）に同大学大学院医学博士課程を修了した。
これら医学の専攻は父・倫治の勧めに従ったものであったが、大石自身は少年時代から動植物に関心があり、大学では植物学を学ぶのが本来の希望であった。医師となった後には東北帝国大学医学部や、国立仙台病院などに勤務し、終戦時点での大学病院の役職は内科の助手であった。

## 衆議院議員
1948年（昭和23年）春、第1次吉田内閣で農林政務次官に在任中だった父・倫治が急死した。倫治は死亡する2時間前、大石に、「立派な政治家になって、私のやり残した仕事を仕上げよ」と告げた。その遺志を継いだ大石は1948年（昭和23年）5月21日に行われた宮城2区の補欠選挙に立候補、初当選して衆議院議員に就任した。
これ以降、通算10回当選し、自由民主党では河野一郎派、河野の死後は中曽根康弘派に所属した。中曽根派内では、桜内義雄、稲葉修、山中貞則とともに「四天王」と呼ばれ、憲法改正の主張など、タカ派とされた河野、中曽根に対して、自然保護、軍縮や平和運動に積極的だった大石はハト派として知られた。
1971年（昭和46年）7月5日に組閣された第3次佐藤内閣改造内閣において環境庁長官として初入閣した。環境庁はその4日前の7月1日に新設されたばかりであり、その長官は総理府総務長官山中貞則が兼務していたものの、実質的な初代長官は大石であった。長官在任中に大石は、四日市ぜんそくの対策にあたり、また、観光客増加によって自動車道路の建設が計画されていた尾瀬を長蔵小屋の平野長靖の工事中止の直訴を受けて視察し、建設促進派の田中角栄通産相、福島、新潟、群馬の三県知事の反対に抗して建設の中止を決定した。また、水俣病の患者認定基準作成においては、「疑わしきは認定する」として、救済対象を広げた。さらに、野鳥の保護など環境行政の基礎を固め、その縦横無尽の活躍ぶりから「正義の味方、月光仮面」と呼ばれた。1972年（昭和47年）6月にスウェーデンのストックホルムで開催された国際連合人間環境会議に政府代表として出席した。
1976年（昭和51年）に組閣された三木内閣改造内閣では、農林大臣として2度目の入閣となったが、同年末の第34回衆議院議員総選挙で落選。
翌1977年（昭和52年）、参議院議員として国会に復職した。1980年（昭和55年）春の叙勲で勲一等旭日大綬章受章。1983年（昭和58年）には自由民主党を離党し、新自由クラブに転じた。同年の第13回参議院議員通常選挙で新自由クラブは社会民主連合と新自由クラブ・民主連合を結成し選挙に臨んだが、比例代表名簿で2位であった大石は落選、政界から引退した。
議員在任中は自然保護議員連盟会長のほか、国際軍縮促進議員連盟会長として軍縮、平和運動を議員外交で繰り広げ、1968年（昭和43年）のピースフォーラム（ストックホルム）では、平和演説を行った。

## 晩年
政界引退後は馬事畜産会館館長、全国畜産農業協同組合連合会会長理事、全国乗馬クラブ振興協会会長、医家芸術クラブ理事長宮城県畜産農業協同組合連合会会長理事などの公職を務めたほか、緑の地球防衛基金会長、東京都ごみ焼却工場建設反対署名運動、尾瀬を守る懇話会代表、環境政党「みどりといのちのネットワーク」推薦人など、市民運動の第一線に立ち続けた。また、岐阜県長良川河口堰建設や熊本県川辺川ダム問題に関わり、環境問題や公共事業の問題に積極的に関与した。
東京都目黒区三田在住であったが2003年（平成15年）10月、心不全のため同区内の病院で死亡した。

## 家族
長男大石正光は国会議員。

## 著書
- 『尾瀬までの道 - 緑と軍縮を求めて 』 （サンケイ出版、1982年）